# Fausto Brunocilla
Fausto Brunocilla é o responsável por introduzir e disseminar a luta livre esportiva no país e no mundo.
Pai de Carlos Brunocilla, Fausto é considerado faixa-preta de Luta Livre Esportiva honoris causa pela "Federação de luta Livre/Submission do Rio de Janeiro".